# Norman Rockett
Norman Walter Rockett (gebürtig Norman Walter Harrison; * 8. August 1911 in Los Angeles, Kalifornien; † 5. April 1996 ebenda) war ein US-amerikanischer Ausstatter beim Film.

## Leben und Karriere
Rockett wurde als Sohn eines Verkäufers und einer Verkäuferin geboren und wuchs in Long Beach auf. Im Teenageralter ließen sich seine Eltern scheiden und die Mutter heiratete Al Rockett, dessen Namen er damit annahm. Die Mutter wurde eine Führungskraft der First National Studios in Burbank.
Nachdem Rockett Abitur gemacht hatte, reiste er nach Europa. Als er zurück war, hatte er einen kurzweiligen Job bei der Fox Film Corporation. Bis 1940 war er in der Hausverwaltung tätig.
Als im Laufe des Jahres 1941 der Kriegseintritt der Vereinigten Staaten von Amerika in den Zweiten Weltkrieg zunehmend wahrscheinlich geworden war, meldete er sich bei der United States Navy als Maat der Fotografie und wurde am 10. November 1941 dem Schlachtschiff Pennsylvania in Pearl Harbor zugeteilt. Allerdings konnte er seinen Dienst dort auf Grund des Überraschungsangriffes der Japaner nicht antreten.
Im Jahr 1945 wurde er aus der Navy entlassen und ging in seinen alten Beruf als Immobilienmanager zurück. In den frühen 1950ern wurde er in die Requisite aufgenommen und bekam anschließend die Möglichkeit als Ausstatter zu arbeiten.
In den Jahren 1966 und 1971 war er jeweils zusammen mit mehreren Kollegen für den Oscar in der Kategorie Bestes Szenenbild nominiert. 1986 gewann er einen Emmy.

## Filmografie (Auswahl)
- 1953: Don Camillos Rückkehr
- 1963: Die verlorene Rose
- 1965: Die größte Geschichte aller Zeiten
- 1968: Planet der Affen
- 1970: Tora! Tora! Tora!
- 1974–1976: M*A*S*H (Fernsehserie)
- 1982: Herbie, the Love Bug (Fernsehserie)
- 1988: Murphy Brown